# علی صالح‌آبادی
علی صالح‌آبادی (زادهٔ ۱ شهریور ۱۳۵۷) سیاستمدار، اقتصاددان، بانکدار و دیپلمات ایرانی است؛ که هم‌اکنون به‌عنوان سفیر ایران در کشور قطر فعّالیت می‌کند. او از سال ۱۴۰۰ تا ۱۴۰۱ سمت رئیس کل بانک مرکزی ایران را برعهده داشت.
وی نخستین رئیس سازمان بورس و اوراق بهادار بود که پس از آن، مدیرعامل بانک توسعه صادرات ایران شد. صالح‌آبادی در دولت سیزدهم رئیس کل بانک مرکزی ایران شدو سپس از اسفند ۱۴۰۱ تا مهر ۱۴۰۲ مدیرعاملی شرکت گروه مدیریت سرمایه‌گذاری امید را بر عهده داشت. او دارای مدرک کارشناسی ارشد معارف اسلامی و مدیریت مالی از دانشگاه امام صادق و دکتری مدیریت مالی از دانشگاه تهران می‌باشد. همچنین وی عضو هیئت علمی دانشگاه امام صادق است.

## ریاست سازمان بورس
در سال ۱۳۸۵، حدوداً یکسال بعد از تصدی سمت دبیرکلی سازمان کارگزاران بورس اوراق بهادار تهران و براساس قانون بازار اوراق بهادار که در سال ۱۳۸۴ تصویب شده بود، سازمان بورس و اوراق بهادار را به عنوان نهاد ناظر بازار سرمایه تأسیس کرد و خود با تصویب شورای عالی بورس به مدت حدود ۹ سال مسئولیت این سازمان را برعهده داشت. صالح‌آبادی در ۲۵ آذر ۱۳۹۳ مدیر عامل بانک توسعه صادرات ایران شد.
صالح‌آبادی در دوره ریاست خود بر سازمان بورس و اوراق بهادار ایران، کمیته فقهی این سازمان را راه‌اندازی کرد که کار آن نظارت شرعی بر بازار سرمایه بود.همچنین از اقدامات وی در این سازمان می‌توان به ایجاد سامانه کدال و بورس‌های چهارگانه اشاره کرد.
همچنین وی بنیان‌گذار انجمن مالی اسلامی ایران است.
وی عضو کمیته فنی هیئت خدمات مالی اسلامی (IFSB) مالزی نیز بوده است.

## ریاست بانک مرکزی
علی صالح‌آبادی در ۱۴ مهر ۱۴۰۰ با تصویب هیئت وزیران و حکم سید ابراهیم رئیسی به عنوان رئیس کل بانک مرکزی دولت سیزدهم منصوب شد. وی در طول ریاست بر این بانک با نوسان ارز مواجه بود و نرخ دلار آمریکا را از محدوده ۳۰ هزار تومان تر نهایت با دلار ۴۲ و ۴۳ هزار تومانی، از این پست استعفا داد. استعفای او در جلسه ۸ دی ۱۴۰۱ هیئت دولت پذیرفته شد و محمدرضا فرزین به عنوان رئیس کل جدید بانک مرکزی جمهوری اسلامی جایگزینش شد.
از اقدامات صالح آبادی برای کنترل نرخ دلار آمریکا ایجاد بازار توافقی ارز بود که صرافان در این بازار اقدام به خرید و فروش ارز با نرخ توافقی می‌کردند. همچنین تمام اشخاص حقیقی می‌توانستند حداکثر تا ۲۰۰۰ یورو یا معادل آن با این نرخ از تمامی صرافی‌ها مجاز تهیه کنند.